# Dent Blanche
Pour les articles homonymes, voir Dent Blanche (homonymie).
La dent Blanche est une pyramide de gneiss presque parfaite qui culmine à 4 358 m dans les Alpes valaisannes, canton du Valais.

## Toponymie
La légende dit que la dent Blanche a été mal nommée par un moine qui était chargé de réaliser une carte de la région. Le versant nord de l'actuelle dent d'Hérens est en effet couvert de neige et de glace et devait ainsi s'appeler la « dent Blanche ». Mais le moine intervertit les deux noms. La dent d'Hérens est également plus éloignée du val d'Hérens que la dent Blanche.
De fait, la dent d'Hérens était bel et bien nommée « dent Blanche » durant une longue période. En 1682, Antoni Lambien plaça le Weisszahnhorn (la « dent blanche ») à l'ouest du Cervin. Elle devint la « dent Blanche » dès 1820 mais la confusion liée à l'imprécision des cartes et aux différentes dénominations selon les cartes et les traditions fit que l'on échangea les noms vers 1850 pour aboutir au nommage actuel. À l'époque du petit âge glaciaire, l'actuelle dent Blanche était fortement enneigée.
Cependant, l'office fédéral de topographie affirme que l'appellation Weisszahnhorn servait probablement à définir une région de haute montagne et non un sommet précis. Il dit également qu'il est difficile de dire si une erreur a effectivement été commise ou non lors de la publication de la carte Dufour.

## Géographie

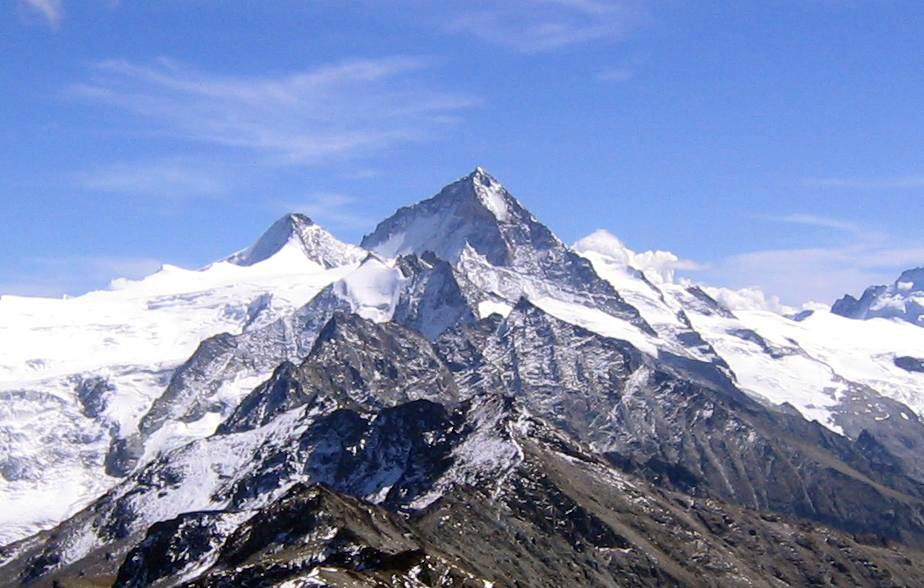
La dent Blanche depuis l'arête du Sasseneire, au-dessus d'Évolène.

### Situation
La dent Blanche se situe sur la commune d'Évolène (district d'Hérens), dont elle constitue l'un des symboles les plus caractéristiques (au même titre que le Cervin est la figure emblématique du Valais). Elle est l'un des cinq sommets de plus de 4 000 m d'altitude qui forment une ceinture de hauts sommets que l'on appelle la « couronne impériale » autour de Zinal avec, du nord au sud : le Weisshorn (4 506 m), le Zinalrothorn (4 222 m), l'Ober Gabelhorn (4 064 m), la dent Blanche (4 358 m) et le Bishorn (4 151 m),.

### Topographie
La dent Blanche présente une forme pyramidale. Ses quatre puissantes arêtes correspondent presque exactement aux quatre points cardinaux : l'arête nord-nord-ouest, l'arête ouest (arête de Ferpècle), l'arête sud (arête de la Wandflue) et l'arête est-nord-est (des Quatre Ânes). Elles ont des déclivités différentes. L'arête est-nord-est est entièrement rocheuse et abrupte ; partant, elle est la plus difficile. L'arête nord-nord-ouest tombe sur le col de la dent Blanche qui sépare la dent Blanche du Grand Cornier. L'arête sud est en revanche la moins pentue et accueille la voie normale. Les quatre faces dominent le glacier de la dent Blanche, le Schönbielgletscher et le glacier du Grand Cornier. Le col de Zinal en bas de l'arête ouest sépare la dent Blanche de la pointe de Zinal. Le versant nord est à dominante glaciaire et est l'une des grandes faces nord de la « couronne de Zinal ».

### Géologie
Comme les autres grands sommets du val d'Anniviers (Grand Cornier, Zinalrothorn, Weisshorn, Bishorn, les Diablons, etc.), la dent Blanche est constituée de gneiss d'Arolla ayant l'aspect d'un granite plus ou moins schisteux de couleur vert tendre.

## Histoire
La croix scellée au sommet de la dent Blanche a été bénie par l'abbé Luc Devanthéry en 1966 au cours d'une cérémonie qui s'est tenue à la cabane de la Dent-Blanche[réf. nécessaire].

### Premières ascensions

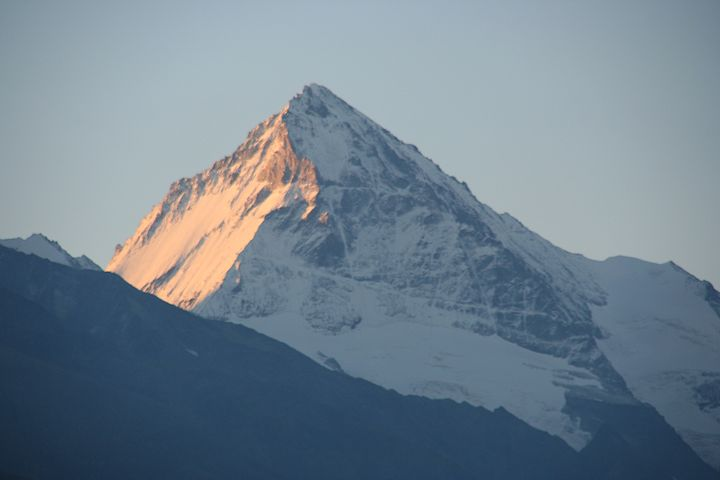
Lever de soleil sur la dent Blanche, vue depuis la montée vers Chemeuille au-dessus de Lannaz.

- 1862 : première ascension, de l'arête sud (arête de la Wandflue) le 18 juillet, par William Wigram et Thomas Stuart Kennedy accompagnés des guides Jean-Baptiste Croz et Johann Kronig.
- 1871 : le 14 septembre, Margaret Claudia Brevoort, plus souvent appelée Meta Brevoort, est la première femme à réaliser l'ascension de la dent Blanche[8]. Accompagnée de Christian et Ulrich Almer et W.A.B. Coolidge, elle l’aborde par son arête sud.
- 1874 : face sud-est, le 21 août par Edward Robson Whitwell avec Johann Lauer et Christian Lauer.
- 1882 : arête est-nord-est (des Quatre Ânes) le 11 août par John Stafford Anderson, Georges Percival Baker avec les guides Ulrich Almer et Aloys Pollinger. Pollinger, en arrivant au sommet, s'écrie : « Nous sommes pourtant quatre ânes d'être montés par ici », d'où le nom de cette arête[9].
- 1889 : arête ouest (arête de Ferpècle) le 29 juillet par Aloys Pollinger avec Walter Gröbli.
- 1926 : face nord-nord-ouest les 9 et 10 septembre, par les guides Jean Genoud et Marcel Savioz de Zinal et M. W. Kropf de La Chaux-de-Fonds[10].
- 1928 :
  - flanc est, entre l'arête des Quatre Ânes et l'arête nord, le 16 août par Mlle. Maud Caairnay, de Londres, accompagnée des guides Théophile et Hilaire Theytaz de Zinal[11].
  - arête nord les 9 et 10 septembre par les guides Antoine Georges et Joseph Georges en compagnie d'Ivor Armstrong Richards et de Dorothy Pilley.
- 1944 : couloir ouest par André Roch.
- 1946 : arête ouest (arête de Ferpècle) partie inférieure avec le grand ressaut le 15 août par Martin Mai, Kaspar Muff, Hugo Nünlist et Emil Stäubli[12].

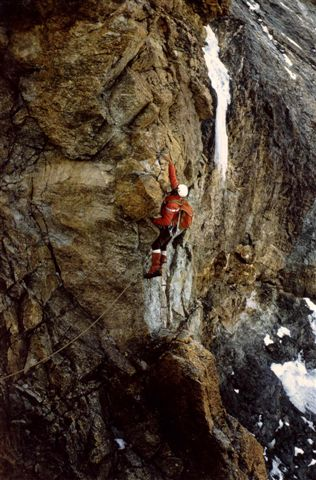
Passage clé de l'arête nord.

- 1963 : hivernale de l'arête nord par Jean Gaudin et Pierre Crettaz.
- 1966 : Michel et Yvette Vaucher effectuent la première ascension de la face nord de la dent Blanche, le 12 juillet[13].
- 1968 : hivernale (et en solitaire) de la face nord de la dent Blanche en février par Camille Bournissen, guide de montagne. Un exploit difficile qui faillit lui coûter la vie. En effet, il a été touché par des chutes de pierre ou de glace[14].
- 1969 : variante plus directe de la voie Schneider-Steiner sur le face nord-ouest, par Camille Bournissen et Cyrille Pralong.
- 1973 : hivernale de la face nord-ouest par Camille Bournissen avec T. Brigger, S. Sernier et M. Siegenthaler.
- 1976 : hivernale en solitaire de l'arête nord par André Georges.
- 1990 : hivernale de la face sud-est le 6 février et de la face sud-ouest par Stéphane Albasini et Christian Portmann le 7 février[15].
- 1992 : plusieurs manifestations commémoratives ont lieu en val d'Hérens, dont l'ascension le 14 août par un alpiniste aveugle, Alain Barrillier, accompagné d'un guide spécialisé, Jean-Guy Nendaz, et d'un guide de haute montagne d'Hérémence, Jean-Yves Dayer.

### Ski extrême
- 1985 - Dédé Anzévui, guide de haute montagne et professeur de ski, effectue la première descente à ski de la dent Blanche dans la face Sud-Ouest.
- 2011 - Gilles Sierro, guide de haute montagne et professeur de ski, réalise le 21 juin une nouvelle ouverture à ski de la face Sud-Ouest[16].
- 2013 - Gilles Sierro, Olivier Roduit et Yannick Pralong signent une nouvelle descente dans la face Sud-Ouest en juin[17].
- 2019 - Paul Bonhomme, guide de haute montagne, ouvre un nouvel itinéraire en face Est le 27 février qu'il baptise Nico en hommage à son frère Nicolas disparu au Gasherbrum VI en 1998[18].

## Alpinisme

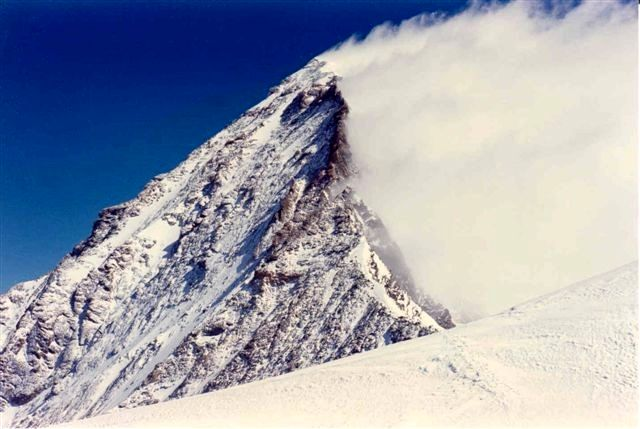
L'arête sud de la dent Blanche (voie normale).

- Cabane de la Dent-Blanche ou cabane Rossier (3 507 mètres) : refuge du Club alpin suisse au sud de la dent Blanche. On peut la rejoindre du val d'Hérens par le glacier de Manzette. C'est de là que part la voie normale sur l'arête sud (arête de la Wandflue).
- Bivouac du col de la dent Blanche (3 540 mètres) : refuge du Club alpin suisse au nord de la dent Blanche. On l'atteint de Ferpècle par le glacier de la dent Blanche. Il est le point de départ de l'ascension de l'arête nord-nord-ouest (de Ferpècle).
- Cabane du Grand Mountet (2 886 mètres) : refuge du Club alpin suisse au nord-ouest de la dent Blanche. On l'atteint à partir de Zinal. Il est un des points de départ de l'ascension de l'arête est-nord-est (des Quatre Ânes) et de la face nord (ou nord-est).
- Schönbielhütte (2 694 mètres) : refuge du Club alpin suisse au sud de la dent Blanche. On l'atteint à partir de Zermatt. Il est un des points de départ de l'ascension de l'arête est-nord-est (des Quatre Ânes) et du versant sud-est.

## Dans la culture
La dent Blanche fut qualifiée de « monstrueuse coquette » par Guy de Maupassant, dans sa nouvelle L'Auberge, parue en 1886.